# Windrose Air
Windrose Air (mã ICAO = QGA) là hãng hàng không của Đức, trụ sở ở Berlin. Căn cứ chính của hãng ở Sân bay quốc tế Berlin-Tempelhof, và các căn cứ khác ở Sân bay Leipzig/Halle và Sân bay Poznań-Ławica. Hãng có các dịch vụ chở khách thuê bao, chở hàng hóa và bay cứu thương.

## Đội máy bay
(Tháng 1/2008):
- 1 Gulfstream G450
- 1 Gulfstream G IV-SP
- 1 Bombardier CL-600-2B16 Challenger (Challenger 604)
- 2 Learjet 60
- 1 Cessna 560 Citation Citation V
- 1 Cessna 550 Citation Bravo
- 1 Cessna 525B CitationJet CJ3
- 2 Cessna 525A CitationJet CJ2
- 1 Cessna 525 CitationJet CJ1
- 1 Bell 206 JetRanger[3]